# اچ‌ام‌اس آژاکس (۱۹۱۲)
اچ‌ام‌اس آژاکس (۱۹۱۲) (به انگلیسی: HMS Ajax (1912)) یک کشتی بود که طول آن ۵۹۸ فوت (۱۸۲ متر) بود. این کشتی در سال ۱۹۱۲ ساخته شد.